# Уболотье (Бобруйский район)
Уболотье (бел. Убалацце) — посёлок в Бобруйском районе Могилёвской области Беларуси. Входит в состав Слободковского сельсовета.

## География
Посёлок находится в юго-западной части Могилёвской области, при автодороге Н-10108, на расстоянии 5 километров югу от города Бобруйска, административного центра района. Абсолютная высота — 150 метров над уровнем моря. Площадь населённого пункта — 0,1054 км².

## История
Уболотье известно с XIX века. По данным 1857 года, помещичья деревня Бобруйского уезда Минской губернии.

## Население
По данным переписи 2019 года, в посёлке проживало 22 человека.
| Год  | Население, человек |
| ---- | ------------------ |
| 1959 | 62                 |
| 1970 | ↘ 55               |
| 1986 | ↘ 38               |
| 2007 | ↘ 13               |
| 2009 | ↘ 12               |
| 2019 | ↗ 22               |